# Ippuku

ippuku는 2012년 7월 2일에 개점한 일본 최초의 유료 흡연소이다. 이 유료 흡연소는 제너럴 팬덱스에 의해 운영되고 요금은 1회 입장에 50엔이다. 자주 이용하는 사람을 위한 1일권 (100엔), 1주일권 (500엔), 1개월권 (1,800엔) 등도 제공된다. 도쿄의 간다아와지 정, 오차노미즈, 이마가와바시에 먼저 3점포를 개점하고 3년 동안 도내 23구내 주요 지역에 36개 점포 전개를 계획하고 있다. 기본 시설로는 악취 제거 시스템, 담배꽁초 처리 시스템, 아로마, 공중 무선 LAN, 음료 자동 판매기, 입장 게이트, 티켓 판매 단말기, BGM, 영상 모니터 등을 갖추고 있다. 비흡연자도 가게에 들어 올 수 있으며, 비흡연구역과 흡연 가능한 영역을 나누며, 게이트 통과에 PASMO/Suica를 이용하여 완전 무인 운영을 목표로한다.